# Ајла
Ајла: Ћерка рата (тур. Ayla) је турски историјско-драмски и ратни телевизијски филм  из 2017. године чији је режирао Џан Улкај, а главне улоге тумаче Исмаил Хаџиоглу, Ким Сеол, Четин Текиндор, Али Атај и Мурат Јилдирим.
Филм је снимљен по истинитој причи током Корејског рата који је започео 1950. године.
У Србији се филм приказивао 3. јуна 2020. године на каналу Пинк 2, титлован на српски језик.